# دوريس (موسيقية)
دوريس (بالسويدية: Doris Svensson)‏ هي موسيقية ومغنية سويدية، ولدت في 1 يوليو 1947 وتوفيت في 17 يناير 2023.

## وصلات خارجية
- دوريس على موقع IMDb (الإنجليزية)
- دوريس على موقع ميوزك برينز (الإنجليزية)
- دوريس على موقع قاعدة بيانات الأفلام السويدية (السويدية)
- دوريس على موقع أول ميوزيك (الإنجليزية)
- دوريس على موقع ديسكوغز (الإنجليزية)
- دوريس على موقع قاعدة بيانات الفيلم (الإنجليزية)